# Deerfield (Illinois)
Deerfield – wieś w Stanach Zjednoczonych, w stanie Illinois, w hrabstwie Lake.